# Magali Cunico
Magali Cunico, född 1972 i Bienne/Biel, Schweiz, är en svensk konstnär verksam i Malmö och Stockholm. Hon utbildades på Malmö konsthögskola 2003-08 (MFA-examen) och tidigare vid Gerlesborgsskolan (2002-03), Pernbys målarskola (2000-02) samt Nyckelviksskolan (1999-2000).
Hon har sedan 2008 haft flera separatutställningar, många på Galleri Lilith Waltenberg, Malmö. Hon deltog i Vårsalongen på Liljevalchs konsthall i Stockholm 2009 och samma år i grupputställningar på Pumphusets konsthall/Borstahusens konstförening, Landskrona ("Unga konstnärer") och Galleri Arnstedt i Östra Karup, Båstad. Hon deltog också i grupputställningen Painterly Delight som 2010-2011 visades på Art Center Silkeborg, Danmark och Ystads konstmuseum.
Platser eller scener med kulturhistorisk laddning förekommer ofta i Magali Cunicos måleri - det kan handla om ett botaniskt museums konstruerade landskapsvyer eller ett övergivet kulturhus i före detta Östtyskland. Magali Cunico fick 2009 Konstnärsnämndens ettåriga arbetsstipendium och 2014 Konstnärsnämndens tvååriga arbetsstipendium. Hon tilldelades 2011 stipendium ur Ester Lindahls stipendiefond.

## Representerad
- Stockholms Landsting
- Skånes Konstförening
- Lunds Universitets Konstförening
- Carnegie Art Award Konstförening

## Stipendier
- Arbetsstipendium Konstnärsnämnden 2009
- Arbetsstipendium Konstnärsnämnden 2014-16
- Ester Lindahls stipendiefond 2011

## Källhänvisningar
1. ↑  ”Magali Cunico”. Konstnärens webbplats. Arkiverad från originalet den 4 november 2014. https://web.archive.org/web/20141104210143/http://magalicunico.bloggsida.se/. Läst 4 november 2014.
2. ↑  Carolina Söderholm (24 februari 2011). ”Mer än summan av bitarna”. Sydsvenskan. Arkiverad från originalet den 29 november 2014. https://web.archive.org/web/20141129033634/http://www.sydsvenskan.se/kultur--nojen/mer-an-summan-av-bitarna/. Läst 4 november 2014.
3. ↑  Iben From, Yrr Jonasdottir, Ditte Ejlerskov, EvaMarie Lindahl, red. Painterly delight. An Investigation of the Inherited Fashions of Painting. Silkeborg KunstCentret Silkeborg Bad. Libris 11901099. ISBN 9788791252372. http://libris.kb.se/bib/11901099
4. ↑  Linda Fagerström (28 november 2009). ”Lysande utsikter”. Helsingborgs Dagblad. Arkiverad från originalet den 4 november 2014. https://web.archive.org/web/20141104233905/http://hd.se/kultur/konst/2009/11/28/lysande-utsikter/. Läst 4 november 2014.
5. ↑  Carolina Söderholm (20 april 2012). ”Knivskarp suggestion”. Sydsvenskan. Arkiverad från originalet den 29 november 2014. https://web.archive.org/web/20141129030625/http://www.sydsvenskan.se/kultur--nojen/konst--form/konstrecensioner/knivskarp-suggestion/. Läst 4 november 2014.